# Libert Froidmont
Libert Froidmont (Llatí: Libertus Fromondus, 3 de setembre de 1587 a Haccourt-Liège – 28 d'octubre de 1653 a Lovaina) fou un teòleg i científic de Liége. Va ser un company proper a Cornelius Jansen i va mantenir correspondència amb René Descartes. El seu paper és important en la complexa evolució de les posicions oficials de l'Església enfront de la revolució copernicana, en el període que va seguir al decret de 1616.

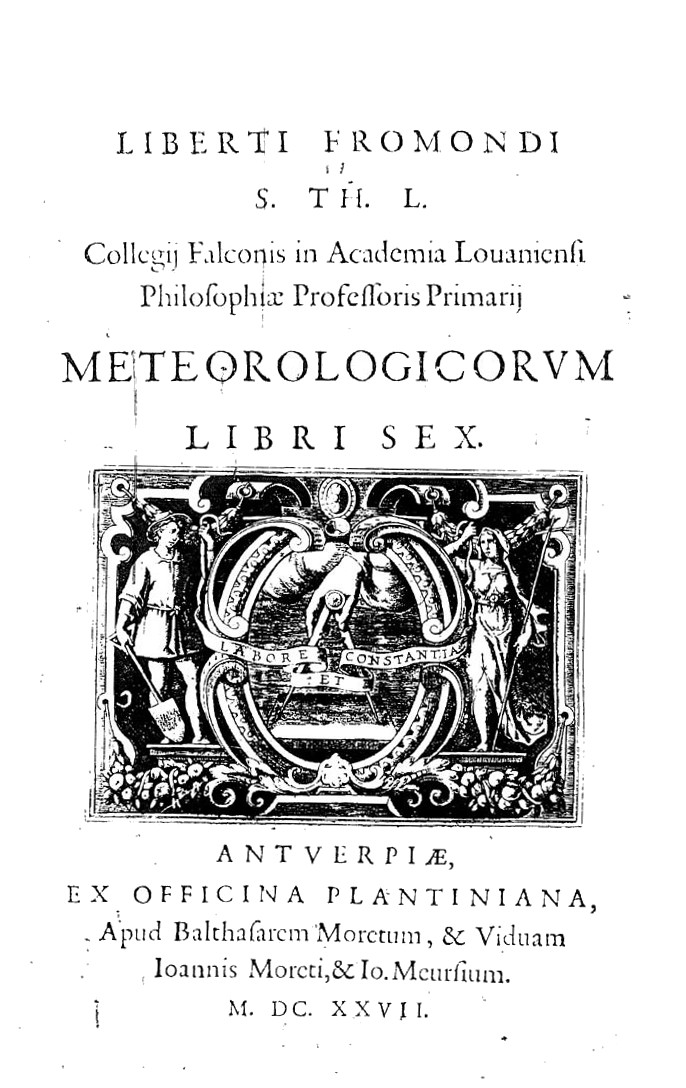
Meteorologicorum libri Sexe, 1627

## Biografia
Fill de Gerard Libert de Froidmont i Marguerite Radoux, Froidmont va ser educat pels jesuïtes en el seu natal Haccourt Liège i va estudiar filosofia a Lovaina al col·legi Falcon. Es va fer amic de Jansenius, però no va continuar els seus estudis i en el seu lloc va ser a ensenyar primer Anvers i més tard a Lovaina. Els seus interessos científics el porten a publicar en física i en matemàtiques. Reconeixent-lo com una autoritat en meteors, Descartes li va enviar els seus Essais, que Froidemont va rebre força críticament.
La revolució científica ja estava en marxa, però Froidmont, que estava ben informat en moltes qüestions científiques, va mantenir una visió aristotèlica tradicionalista. Mentre que l'ensenyament de la filosofia que ell també va començar a estudiar teologia i va obtenir el doctorat en 1628. Mentrestant s'havia convertit en seguidor de Jansenius que va deixar a la seva cura la publicació de la seva obra pòstuma Augustinus. Froidmont va heretar d'ell la càtedra d'Escriptura a Lovaina.

## Obres
- Coenae saturnalitiae, variatiae Somnio sive Peregrinatione coelesti (Louvain, 1616)
- Dissertatio de cometa anni 1618 (Anvers, 1619)
- Meteorologicum libri VI (Anvers, 1627)
- Labyrinthus sive de compositione continui (Anvers, 1631)
- Commentarii in libros Quaestionum naturalium Senecae (Anvers, 1632)
- Anti-Aristarchus sive orbis terrae immobilis adversus Philippum Lansbergium (Anvers, 1634)
- "Philosophia Christiana de Anima" (1649), on parla de la "novacula occami". d'Ockham